# Tamise
Pour les articles homonymes, voir Tamise (homonymie).
La Tamise (en anglais : Thames /tɛmz/) est un fleuve du sud de l'Angleterre, qui se jette dans la mer du Nord.
D'une longueur totale de 346 km, c’est le plus long fleuve dont le cours se trouve entièrement en Angleterre (qui à la fois commence et finit en Angleterre) et le second plus long pour le Royaume-Uni (après la Severn). La Tamise prend sa source à Thames Head, dans le Gloucestershire, puis coule en direction de l'est, vers Oxford et Reading, puis traverse Londres, dont elle tire sa renommée et aboutit enfin dans la mer du Nord, grâce à son estuaire.
La marée remonte jusqu'à Teddington Lock (en). Le bassin versant recouvre une grande partie du sud-est et de l'ouest de l’Angleterre. La Tamise est alimentée par de nombreux affluents. Elle est parsemée de plus de 80 îles. La faune et la flore y sont très variées, grâce à de grandes étendues d’eau douce et d’eau de mer à la fois.
L'activité humaine a profité de la Tamise pendant des milliers d’années pour en tirer son eau, sa nourriture, et son énergie. Le fleuve est une voie commerciale majeure pour le commerce international grâce au port de Londres et au système britannique de canaux (en). La position stratégique de la rivière en a fait un lieu central de l’histoire de l'Angleterre et du Royaume-Uni.
Plus récemment, la rivière est devenue une aire majeure de loisirs grâce au tourisme et aux sports, tels l'aviron, la voile, le kayak, le skiff et la péniche. La rivière exerce un attrait particulier sur les écrivains, les peintres, les musiciens et les cinéastes. Elle est encore l’objet de nombreux débats à propos de son tracé, de sa nomenclature et de son histoire.

## Géographie et écologie

La Tamise à Londres, de nuit.

Principal fleuve du Royaume-Uni, la Tamise a une longueur de 346 km, mais la Severn en est le plus long, avec 354 km.
Prenant naissance au pied des collines des Cotswolds, à Thames Head, près de Kemble, dans le Gloucestershire, elle serpente vers la mer du Nord en suivant essentiellement un axe ouest-est. Seven Springs, près de Cheltenham, où se trouve la rivière Churn, est parfois considérée comme une source alternative de la Tamise. Son emplacement ajoute 23 kilomètres à la longueur totale du fleuve et est le point le plus éloigné de l’embouchure. Les sources présentes à Seven Springs coulent toute l’année, tandis que celles à Thames Head sont saisonnières.
La Tamise s’écoule à travers Ashton Keynes, Cricklade, Lechlade, Oxford, Abingdon, Wallingford, Goring-on-Thames, Reading, Henley-on-Thames, Marlow, Bourne End, Cookham, Maidenhead, Windsor, Eton, Datchet, Egham, Staines-upon-Thames, Weybridge, Walton-on-Thames, Sunbury et Thames Ditton, avant d’entrer dans le Grand Londres. Le fleuve est redirigé autour d’Oxford, Abingdon et Maidenhead, et la navigation a été facilitée récemment grâce à plusieurs coupures comme la Jubilee River (en).
À partir des premiers quartiers du Grand Londres, le fleuve traverse Hampton Court, Surbiton, Kingston, Teddington, Twickenham, Richmond, Syon House, Kew, Chiswick, Barnes, Hammersmith, Fulham, Putney, Wandsworth, Battersea et Chelsea avant Londres. Arrivée dans la capitale britannique, la Tamise est l’un des principaux axes de la ville, du palais de Westminster à la tour de Londres. Elle était la frontière sud de la cité médiévale, avec Southwark sur la berge opposée. La partie du fleuve située entre le pont de Londres et Rotherhithe se nomme Pool of London.
Après Londres, le fleuve passe entre Greenwich et l’île aux Chiens, et coule ensuite à travers la barrière de la Tamise, qui protège le centre de Londres des inondations. Enfin, le fleuve côtoie Woolwich, Barking, Dagenham, Erith, Dartford, Grays, Tilbury, Gravesend et entre dans son estuaire noyé près de Southend-on-Sea.
Malgré sa largeur, de nombreux ponts, ainsi que des tunnels, la traversent dans la capitale (Chelsea, Vauxhall, Westminster, Waterloo, London Bridge, Tower Bridge…). Le seul pont en aval de Londres est le Queen Elizabeth II Bridge (en) inauguré en 1991.
À environ 90 kilomètres de la mer, en amont de Londres, le fleuve commence à montrer des signes de l'activité de la marée. À Londres, l'eau est légèrement saumâtre à cause du sel de mer. Le fleuve, autorisant le passage de grands navires, a contribué à la tradition maritime de l'Angleterre. Un réseau de canaux le fait communiquer avec la Severn, le canal de Bristol et la Trent.

Bassin de la Tamise.

## Îles sur la Tamise
Article dédié Liste des îles de la Tamise

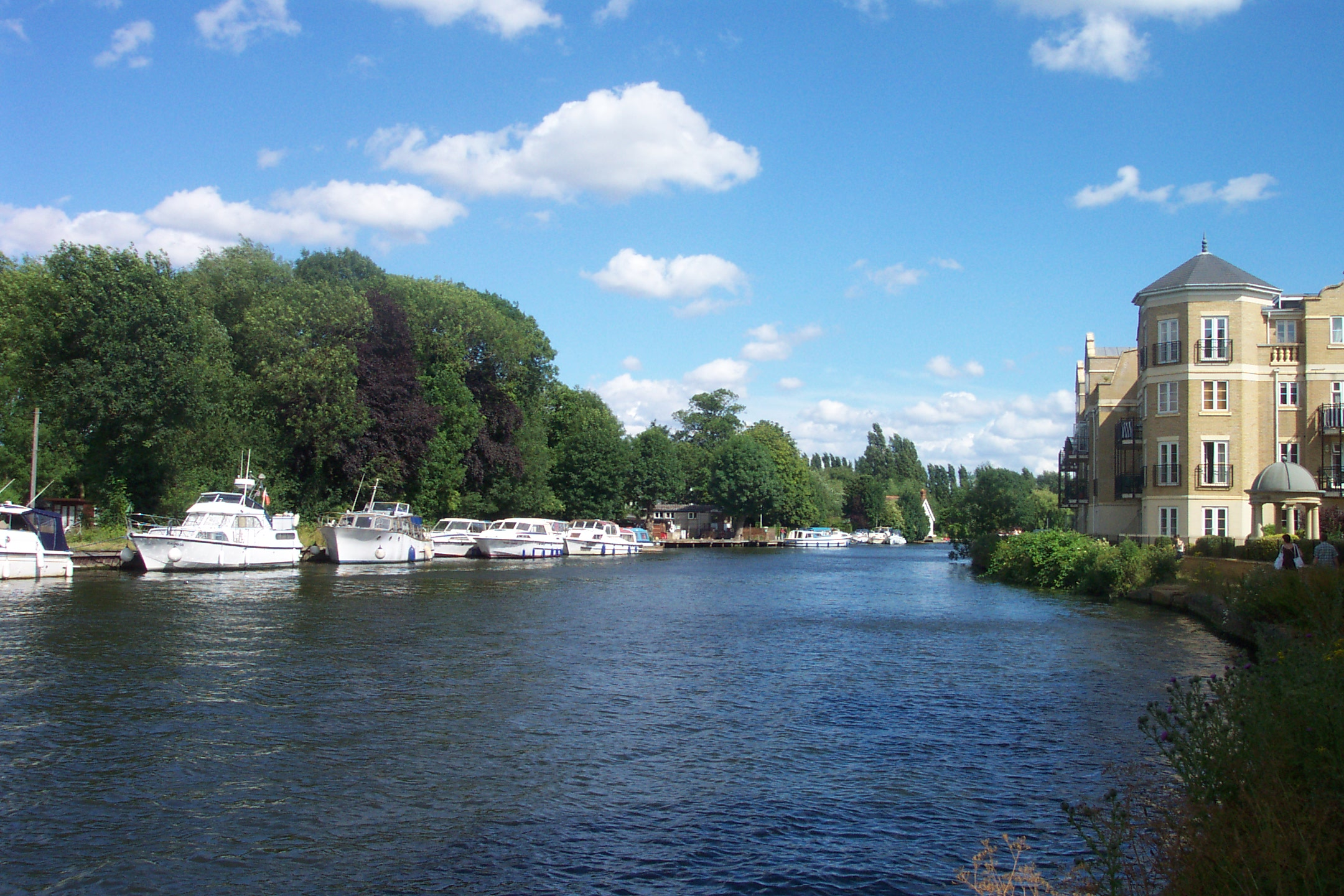
À gauche, l'île de Fry à Reading.

On dénombre plus de 80 îles et îlots sur le cours de la Tamise. Leurs dimensions sont très variables, allant de la vaste Île de Sheppey d'une superficie de 94 km2 située dans l'estuaire du fleuve, à de simples îlots couverts d'arbres comme l'île de Rose dans l'Oxfordshire. Certaines sont d'origine naturelle, le cours du fleuve se divisant en ces endroits en plusieurs embranchements, d'autres sont d'origine artificielle et ont été créées par les chenaux de navigation.
L'abbaye de Westminster et le palais de Westminster ont été construits sur ce qui formait à l'origine une île de la Tamise, l'île de Thorney, avant que des travaux de remblaiement ne soient entrepris.

## Affluents

### Principaux affluents
Entre sa source et Teddington Lock, 38 affluents principaux alimentent la Tamise.
Les affluents sont les rivières Churn, Leach, Cole, Ray, Coln, Windrush, Evenlode, Cherwell, Ock, Thame, Pang, Kennet, Loddon, Colne, Wey et la Mole.
Le principal est le Kennet qui lui, aboutit sur la rive gauche à Reading. Par la suite, elle reçoit à gauche la Colne, la Lea, et sur la rive droite la Wey, la Thame, la Mole et la Darent.

## Hydrologie
Le débit de la Tamise a été observé sur une période de 20 ans (1965-1984) à Teddington, à l'extrémité ouest de l'agglomération londonienne (Greater London).
La Tamise est un fleuve modérément abondant. Son régime hydrologique est dit pluvial océanique.

### La Tamise à Teddington

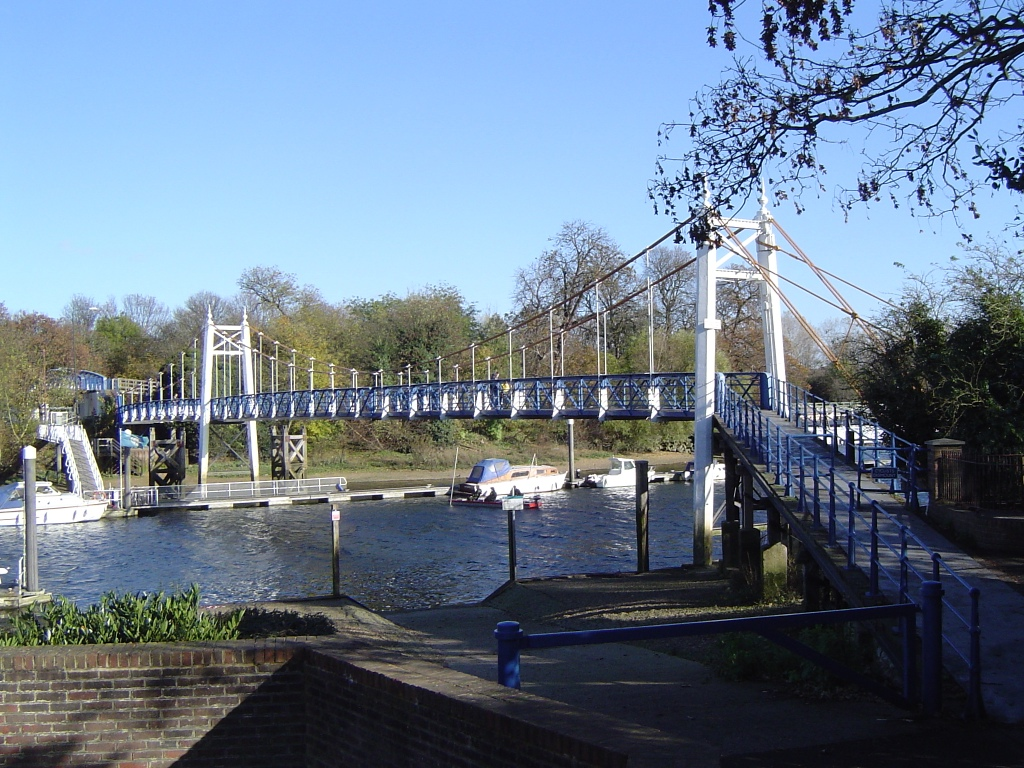
Passerelles de l'écluse de Teddington.

Le module du fleuve à Teddington est de 81,7 m3/s pour une surface prise en compte de 9 948 km2, ce qui correspond à 77 % de la totalité du bassin versant du fleuve. La lame d'eau écoulée dans son bassin versant se monte de ce fait à 259 millimètres annuellement.
La Tamise présente des fluctuations saisonnières de débit modérées. Les hautes eaux se déroulent en hiver, et se caractérisent par des débits mensuels moyens allant de 113 à 138 m3/s de décembre à mars inclus (avec un léger sommet en janvier). Dès fin mars, le débit diminue très progressivement ce qui mène aux basses eaux d'été-automne qui ont lieu de juillet à septembre, avec une baisse du débit mensuel moyen jusqu'au niveau de 33,8 m3 au mois d'août, ce qui reste appréciable.
Mais les fluctuations de débit sont plus importantes selon les années, ou calculées sur de courtes périodes. Les crues de la Tamise sont rarement dévastatrices, mais nullement inexistantes.
Le débit moyen mensuel observé en août (minimum d'étiage) atteint 33,8 m3/s, soit plus ou moins 25 % du débit moyen du mois de janvier (maximum de l'année), ce qui souligne l'amplitude relativement modérée des variations saisonnières.

### Étiage ou basses eaux
Sur la période d'observation de 20 ans, le débit mensuel minimal a été de 9,2 m3/s en juillet 1984.

### Crues
Sur la période d'observation de 20 ans, le débit mensuel maximal s'est élevé à 258 m3/s en décembre 1977.

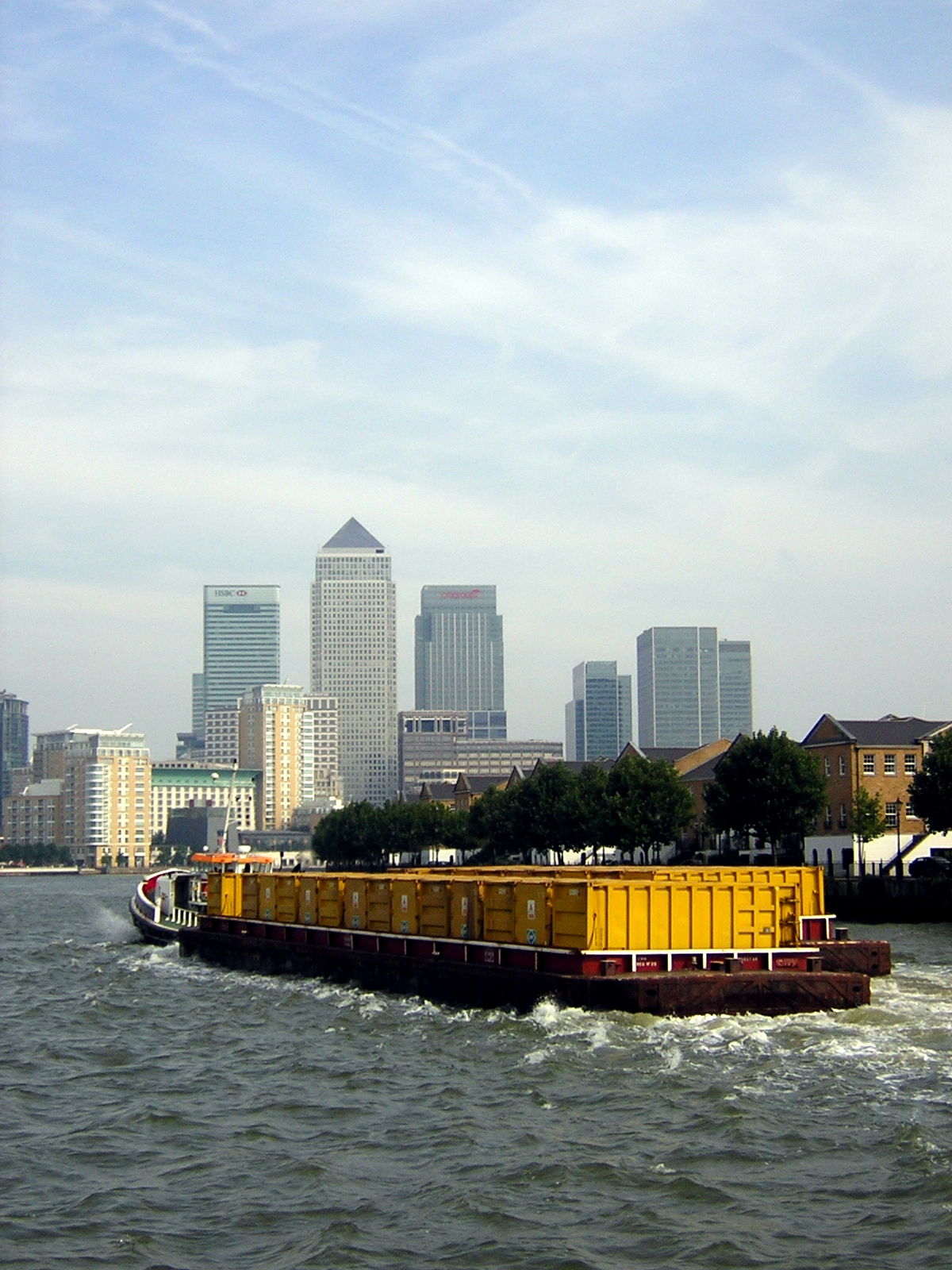
La Tamise à Londres.

## Aménagements et écologie

### Faune et flore
Différentes espèces d'oiseaux se sont établies et nichent près du cours d'eau. On y trouve des espèces plus communément maritimes comme le cormoran, mouette rieuse ou goéland argenté. Le cygne tuberculé est un habitué des lieux tandis que le cygne noir est plus rare. Le Swan upping est une ancienne tradition qui se déroule annuellement et qui consiste à recenser les cygnes présents sur la Tamise. D'autres espèces d'oie peuvent être aperçues comme la bernache du Canada, l'ouette d'Égypte ou l'oie à tête barrée. Les canards sont aussi présents avec le colvert et des espèces introduites (canard mandarin et branchu). On recense le long de la Tamise également le grèbe huppé, la foulque macroule, la poule d'eau, le héron, le martin pêcheur de même que de nombreuses autres espèces fréquentes en Angleterre et qui ne sont pas forcément liées au milieu aquatique.
La salinité de la Tamise varie le long de son cours, ce qui fait qu'elle est peuplée à la fois par des poissons d'eau douce et de mer. Ces espèces sont directement influencées par la pollution et les rejets produits par les activités humaines. Le saumon qui peut vivre dans les deux types d'eau, a été réintroduit et des échelles à poissons permettant aux individus de remonter le courant ont été mises en place. En 1993, un spécimen de 6,5 kilogrammes et 88 centimètres a été pêché près de Boulters Lock. L'anguille est un poisson associé à l'histoire de la Tamise et son économie puisque de nombreux filets étaient en place par le passé pour les capturer. L'anguille était particulièrement abondante et constituait un plat de base pour les plus démunis. D'autres espèces peuplent les eaux du fleuve : truite, chevesne, vandoise, perche commune, gardon, ablette, barbeau et brochet. Des colonies d'hippocampes ont récemment été découvertes dans le fleuve. Les eaux abritent des crustacés avec des espèces invasives comme l'écrevisse du Pacifique et le crabe chinois. Des dauphins et des marsouins sont aussi présents.
On compte une population de phoques (phoque gris et phoque commun) d'environ 700 individus près de l'estuaire aperçus jusqu'aux environs de Richmond, et trois espèces de requins : le requin à grands ailerons, l'émissole tachetée, et le requin épineux en voie d'extinction qui serait l'un des rares poissons venimeux du Royaume-Uni.

### Histoire
Le 22 décembre 1536, la Tamise gela et le roi Henry VIII la traversa à cheval avec sa cour depuis Westminster pour rejoindre la Cathédral Saint Paul. Durant le terrible hiver de 1683-1684, la Tamise fut totalement gelée durant deux mois sur une épaisseur de 28 centimètres. Cela permettait aux londoniens d'organiser de nombreuses activités sur le fleuve : patinage, courses, spectacles de marionnettes, échoppes. Ces événements furent progressivement fédérés en une véritable foire dénommée la « Frost Fair » (foire sur glace), dont la première édition officielle remonte à 1608 et la dernière en janvier 1814.

### Sports
L'aviron est très pratiqué vers Reading sur la Tamise.

## Place dans la culture

### Peinture

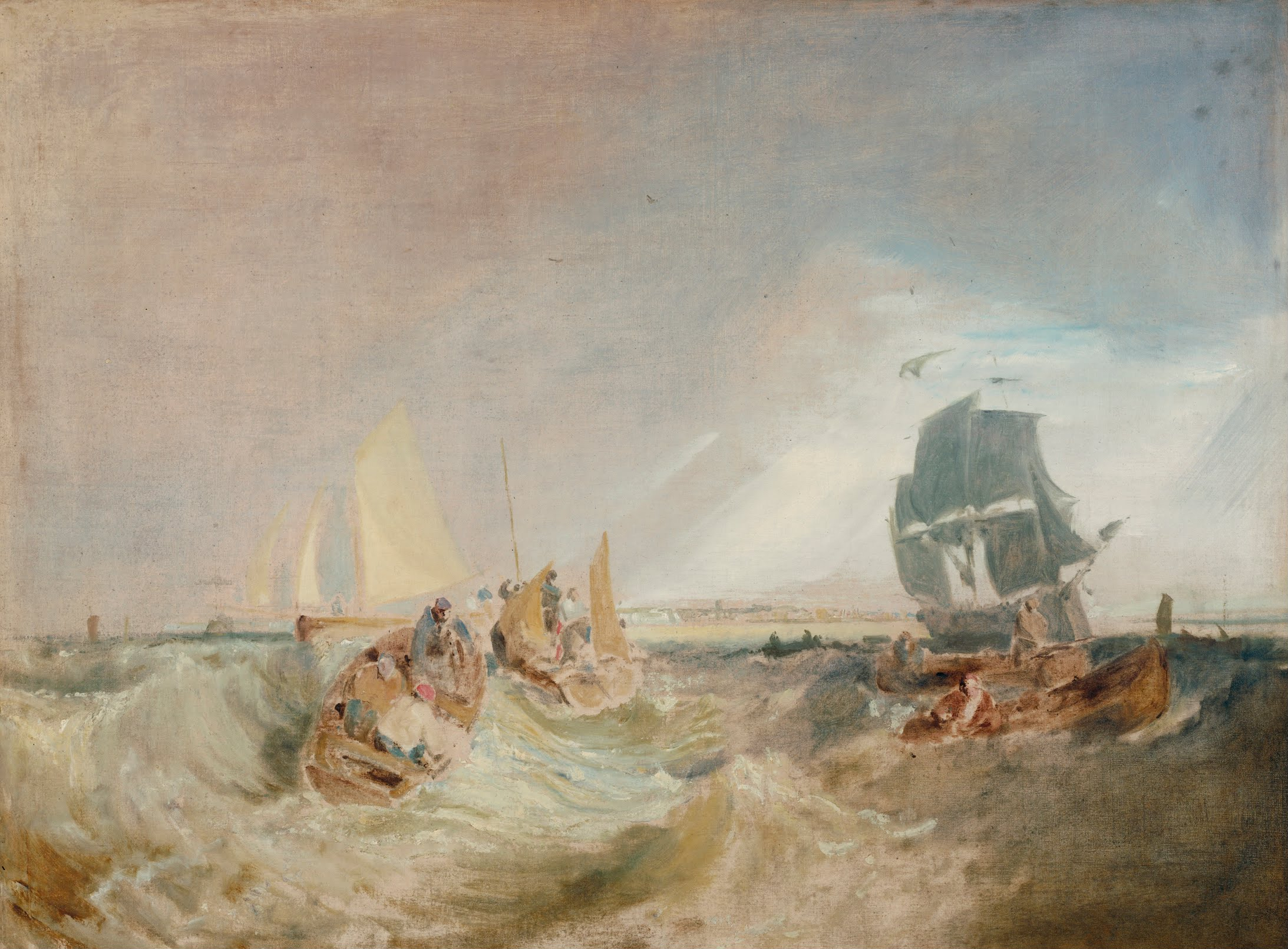
Bateaux à l'embouchure de la Tamise
William Turner, 1806-1807
Tate Britain, Londres

Le peintre William Turner aimait la vue de la Tamise depuis Richmond Hill. Il l'a reproduit dans des huiles, des aquarelles, des croquis au crayon et des gravures pendant de nombreuses années. Il avait des liens étroits avec la région depuis qu'il vivait près de Twickenham.
Dans le tableau qui représente des bateaux à l'embouchure, la scène se situe probablement au large de Sheerness. Turner y montre des bateaux de pêche et de petits bateaux à côté d'un vaisseau de guerre garde-côte, stationné au mouillage de Nore.

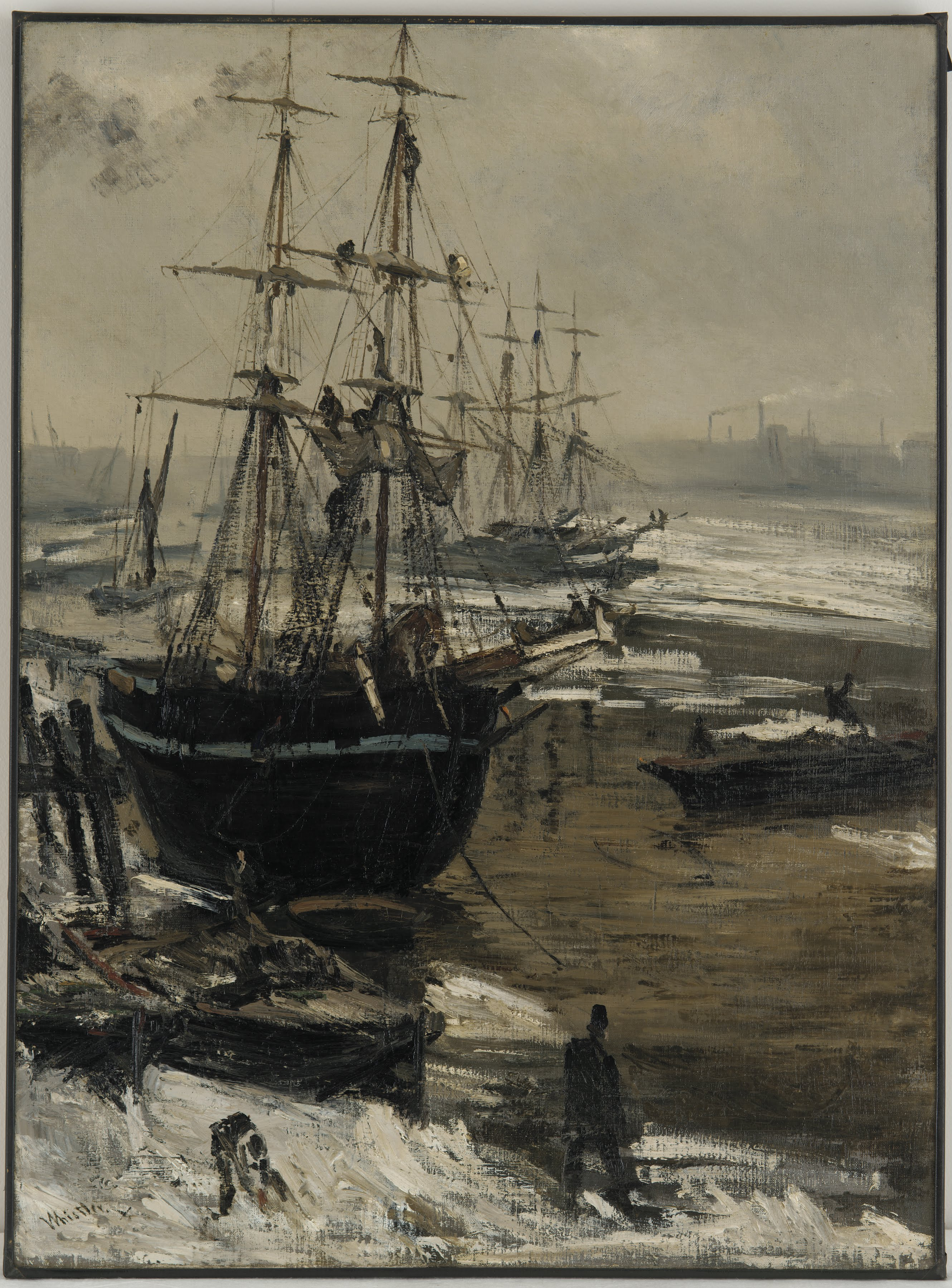
The Thames in Ice (La Tamise dans la glace)
Whistler, 1860
Freer Gallery of Art, Washington

Installé à Londres en 1863, où il passe plusieurs années, le peintre impressionniste américain Whistler peint à de multiples reprises la Tamise à Battersea et la représente prise dans la glace en 1860.
Le peintre Léopold Pascal (1900-1958), qui vécut à Chelsea (Londres) de 1945 à sa mort, y fit de la Tamise son thème majeur.

### Littérature
Le roman populaire de Jérôme K. Jérôme, Trois hommes dans un bateau, raconte l'histoire de trois amis qui décident de remonter la Tamise en canot.